# 手こね寿司

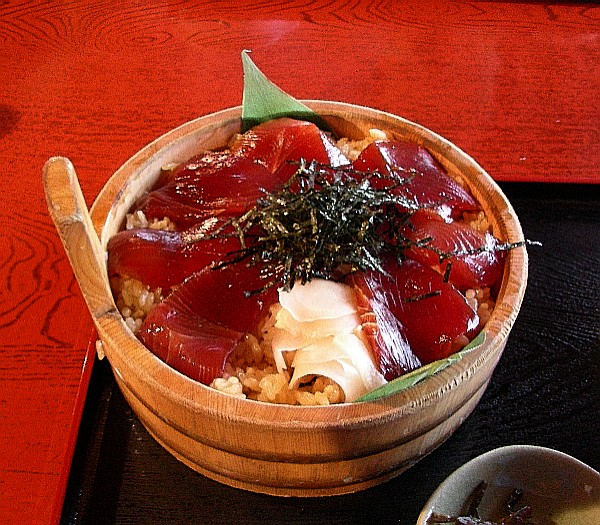
鰹の手こね寿司の例

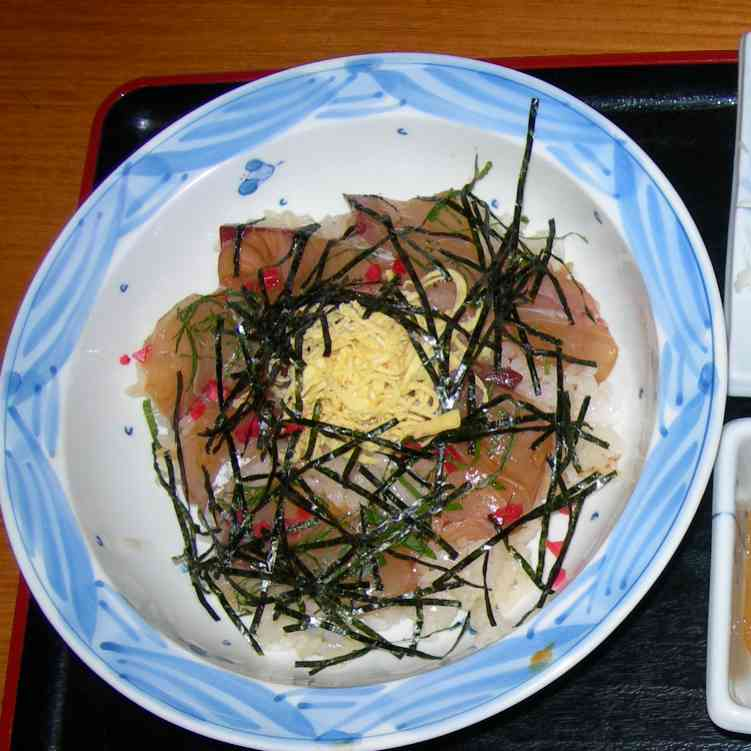
カンパチの手こね寿司の例

手こね寿司（てこねずし）は、全国各地に見られるちらし寿司の一種。「手ごね寿司」とも呼ばれることがある。
以下では特に三重県の志摩地方南部で見られるものについて説明する。

## 概説
鰹や鮪などの赤身の魚を醤油を中心としたタレに漬け込んだ後、寿司飯へと合わせて食べる。好みにより大葉や生姜、海苔などをちらす。観光案内では漁師が漁の合間に食べた食事がもとであり、考案したのは志摩町和具（志摩市）の漁師とされ、沖での忙しい鰹漁のさなかの食事として、獲れた鰹を千切りにして醤油を中心としたタレに付け、炊きたてのご飯に手で混ぜて食べたのが始まりとされる。
しかし、志摩地方では1941年（昭和16年）4月の米の配給以前は米はハレの食事に限られていたこと、明治中期以前のカツオ漁は手漕ぎ船による沿岸・近海に限られていたので船上で食事をとる必要がなく、鮮度保持のために冷蔵・冷凍が用いられるようになるまでは直ちに帰航し水揚げしていたなどの理由から、由来が忘れられた後の聞き取り調査の結果によるもので、本来は大漁のときの祝いとして船主が船員にふるまったハレの食事が、カツオ漁の形態の変化とともに船上での食事となり、陸上でもハレの食事として残ったのであろう。
昭和20年代までは寿司飯の上に魚の切り身を乗せるだけであったが、昭和30年代以降に海苔などを上にかけるようになった。昭和40年代に地方色のある観光客向けの郷土料理として着目され、伊勢市にも広まり、伊勢うどんと並ぶ伊勢志摩を代表する郷土料理として知られるようになった。ふるさとおにぎり百選・農山漁村の郷土料理百選に選定されている。

## 手こね寿司のチャーハン

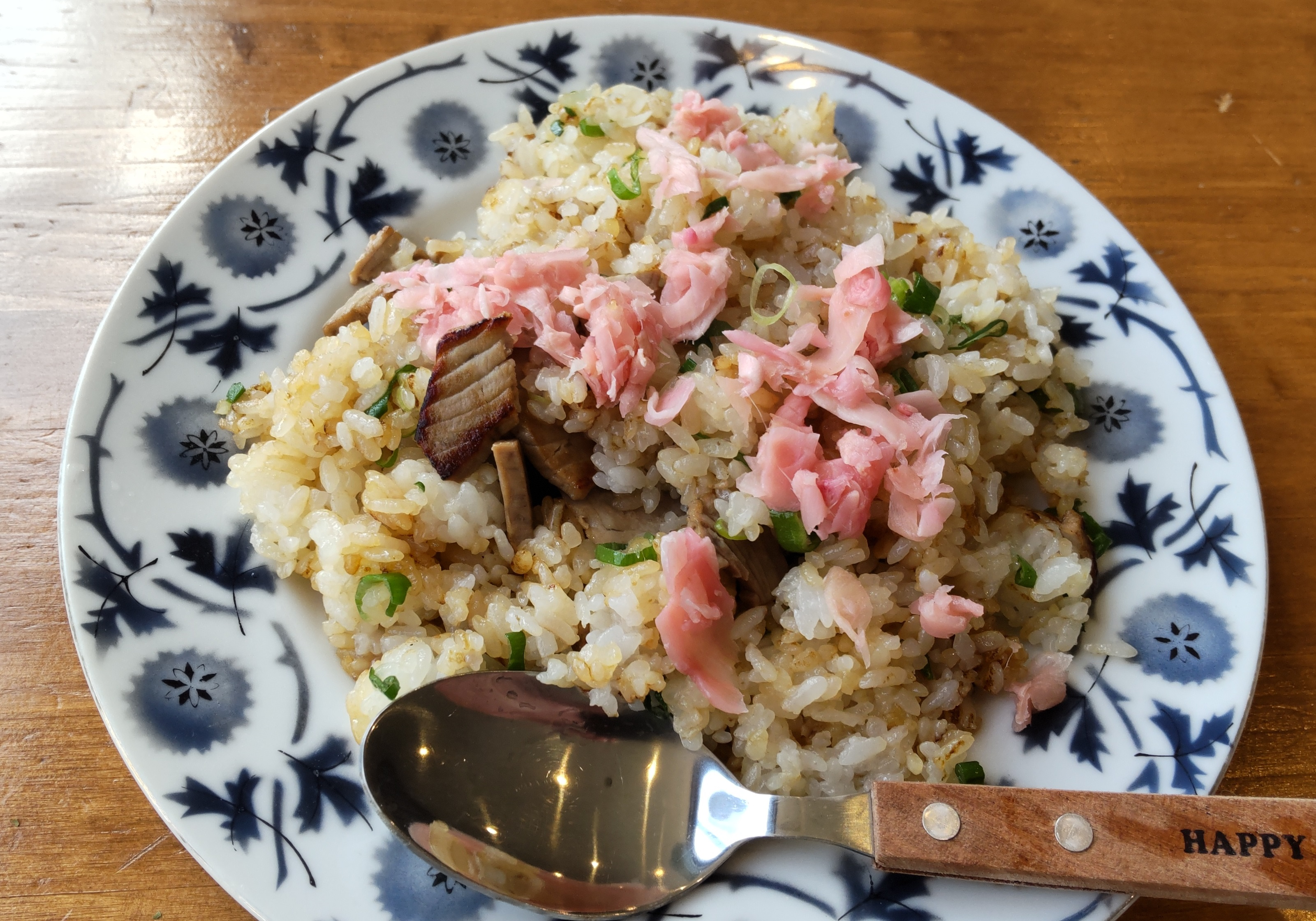
手こね寿司チャーハン

手こね寿司を炒めた「手こねのチャーハン」、「手こね寿司チャーハン」と呼ばれる料理がある。海女が漁で冷えた体を温める焚き火で、おにぎり状にした手こね寿司をあぶって食べたのが始まりとされ、2018年（平成30年）時点では家庭料理という位置付けで、裏メニューとして飲食店で提供されることがある程度であった。2021年（令和3年）までに、正式メニューとして掲載する店舗が登場し、オリーブオイルで炒めるなどして提供している。手こね寿司を炒めることで、魚の生臭さや酸味を軽減する効果があり、子供や日本国外から来た人にも評価を得ている。